# Discolobium hirtum
Discolobium hirtum är en ärtväxtart som beskrevs av George Bentham. Discolobium hirtum ingår i släktet Discolobium och familjen ärtväxter. Inga underarter finns listade i Catalogue of Life.